# 中野榮站
中野榮站（日语：／ Nakanosakae eki */?）是位於宮城縣仙台市宮城野區榮四丁目10番15號，東日本旅客鐵道（JR東日本）的仙石線車站。
在此站至青葉通站之間（仙台市內區間）中，仙台市地下鐵成為替代運送（振替輸送）的對象路線。荒井站成為替代運送的指定車站。當仙石線仙台市內區間因事故暫停服務時，可使用仙台市地下鐵東西線（青葉通一番町站至荒井站）作為替代路線。

## 歷史
- 1981年（昭和56年）4月1日：日本國有鐵道車站啟用。
- 1987年（昭和62年）4月1日：伴隨國鐵分割民營化，車站由東日本旅客鐵道（JR東日本）營運[1]。
- 2003年（平成15年）
  - 1月23日：引入自動閘機。
  - 10月26日：此站開始可以使用IC卡「Suica」[2]。
- 2007年（平成19年）11月1日：站前廣場（南邊迴旋路）開始使用。
- 2008年（平成20年）2月1日：開始使用發車鈴。
- 2012年（平成24年）10月1日：從直營車站（多賀城站所層的中野營站在勤）變為業務委託車站（東北綜合服務）。
- 2015年（平成27年）
  - 3月21日：閘口內的升降機開始使用[3]。
  - 3月31日：自由通道南北樓梯的升降機開始使用[3]。

### 站名的由來
車站名稱取自附近的地名「中野」和「榮」。另外，車站名稱也有中野地區繁榮的意思。原本車站的地名為「中野字榮」，在1976年10月實施新新地址顯示後變為「榮1～5丁目」。在車站啟用前的暫名為「中野站」，由於中央本線已經設有中野站，因此把「中野」再加車站所在地「榮」，兩個名稱合成成為車站名稱。

## 車站構造

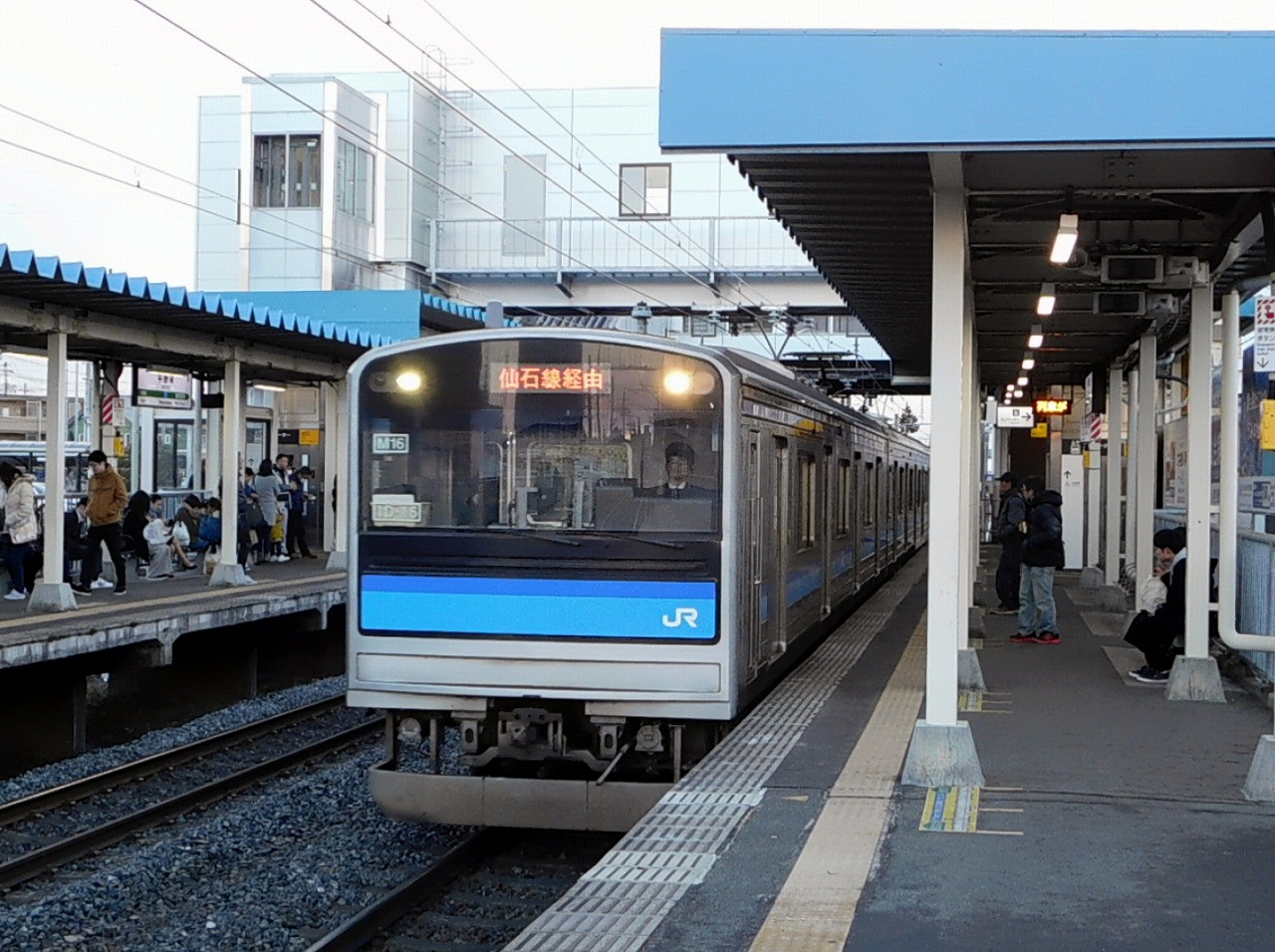
月台

此站是地面車站，設有2面2線的相對式月台。此站是東北地方首個設有跨站式站房的車站。
此站由多賀城站管理的業務委託車站，委托了JR東日本東北綜合服務負責車站業務。站內設有綠色窗口、自動閘機、自動售票機和自動補票機。
在2008年2月起開始使用發車鈴。當初只於上行月台（2號月台）使用，後來下行月台（1號月台）也開始使用。
從前，附近設有仙台育英學園高等學校學生上學，在下行月台（1號月台）北邊設有臨時出口，只讓學生於早上上學時使用。隨著引入自動閘機後便停止使用（但是，相關設施仍然存在）。
從前此站沒有迴旋路，後來由於仙台市「Access30分鐘構想」下，花費4.8億日圓，於南出口一方的空地建設迴旋路。現時巴士（包括宮城交通的巴士路線和仙台海之杜水族館的免費穿梭巴士）和的士可進出迴旋路。另外，車站附近設有道路附屬停車場「仙台市中野營站停車場」（20分以內免費，隨後每小時100日圓，24小時營業）。
此站在JR特定都區市內制度內為「仙台市內」車站（仙石線中最東「仙台市內」車站）。

### 月台
| 月台 | 路線    | 上下行 | 方向             |
| ---- | ------- | ------ | ---------------- |
| 1    | ■仙石線 | 下行   | 本鹽釜、石卷方向 |
| 2    | ■仙石線 | 行行   | 仙台、青葉通方向 |

參考

## 使用狀況
根據「JR東日本」，2019年度（令和元年度）1日平均乘車人次為5,550人。在2015年仙台海之杜水族館開幕後人次有所增加。
| 乘車人次變化       | 乘車人次變化     | 乘車人次變化    |
| 年度               | 1日平均 乘車人次 | 參考資料        |
| ------------------ | ---------------- | --------------- |
| 1999年（平成11年） | 4,000            |                 |
| 2000年（平成12年） | 4,377            | [ 利用客数 2 ]  |
| 2001年（平成13年） | 4,245            | [ 利用客数 3 ]  |
| 2002年（平成14年） | 4,023            | [ 利用客数 4 ]  |
| 2003年（平成15年） | 3,764            | [ 利用客数 5 ]  |
| 2004年（平成16年） | 3,815            | [ 利用客数 6 ]  |
| 2005年（平成17年） | 3,742            | [ 利用客数 7 ]  |
| 2006年（平成18年） | 3,679            | [ 利用客数 8 ]  |
| 2007年（平成19年） | 3,732            | [ 利用客数 9 ]  |
| 2008年（平成20年） | 4,221            | [ 利用客数 10 ] |
| 2009年（平成21年） | 4,321            | [ 利用客数 11 ] |
| 2010年（平成22年） | 4,144            | [ 利用客数 12 ] |
| 2011年（平成23年） | 沒有發表         |                 |
| 2012年（平成24年） | 4,718            | [ 利用客数 13 ] |
| 2013年（平成25年） | 4,457            | [ 利用客数 14 ] |
| 2014年（平成26年） | 4,579            | [ 利用客数 15 ] |
| 2015年（平成27年） | 5,152            | [ 利用客数 16 ] |
| 2016年（平成28年） | 5,313            | [ 利用客数 17 ] |
| 2017年（平成29年） | 5,437            | [ 利用客数 18 ] |
| 2018年（平成30年） | 5,580            | [ 利用客数 19 ] |
| 2019年（令和元年） | 5,550            | [ 利用客数 1 ]  |

1日平均乘車人次圖表（單位：人/日）

## 車站周邊
- 國道45號
- 仙台育英學園高等學校多賀城校舍
- 秀光中等教育學校（日语：秀光中等教育学校）
- 仙台市立中野榮小學（日语：仙台市立中野栄小学校）
- 仙台榮郵局
- 夢展覽館宮城（日语：夢メッセみやぎ）
- 仙台港後方（仙台港夢鎮（日语：みなと仙台ゆめタウン））中心地區
  - 三井Outlet Park 仙台港
  - Cainz Mall仙台港等[11]
  - 仙台海之杜水族館（日语：仙台うみの杜水族館）
- 麒麟啤酒仙台工場
- 仙台東部道路仙台港北交匯處（日语：仙台港北インターチェンジ）

## 相鄰車站
東日本旅客鐵道（JR東日本）
■仙石線
陸前高砂－中野榮－多賀城

## 注腳

### 使用狀況
1. 1 2  . 東日本旅客鐵道.   [2020-07-12]. （原始内容存档于2020-07-10） （日语）.
2. ↑  . 東日本旅客鐵道.   [2019-02-09]. （原始内容存档于2019-03-28） （日语）.
3. ↑  . 東日本旅客鐵道.   [2019-02-09]. （原始内容存档于2019-03-28） （日语）.
4. ↑  . 東日本旅客鐵道.   [2019-02-09]. （原始内容存档于2019-03-28） （日语）.
5. ↑  . 東日本旅客鐵道.   [2019-02-09]. （原始内容存档于2019-03-28） （日语）.
6. ↑  . 東日本旅客鐵道.   [2019-02-09]. （原始内容存档于2019-03-28） （日语）.
7. ↑  . 東日本旅客鐵道.   [2019-02-09]. （原始内容存档于2019-03-28） （日语）.
8. ↑  . 東日本旅客鐵道.   [2019-02-09]. （原始内容存档于2019-03-28） （日语）.
9. ↑  . 東日本旅客鐵道.   [2019-02-09]. （原始内容存档于2019-03-28） （日语）.
10. ↑  . 東日本旅客鐵道.   [2019-02-09]. （原始内容存档于2019-03-28） （日语）.
11. ↑  . 東日本旅客鐵道.   [2019-02-09]. （原始内容存档于2019-03-28） （日语）.
12. ↑  . 東日本旅客鐵道.   [2019-02-09]. （原始内容存档于2019-03-28） （日语）.
13. ↑  . 東日本旅客鐵道.   [2019-02-09]. （原始内容存档于2019-03-28） （日语）.
14. ↑  . 東日本旅客鐵道.   [2019-02-09]. （原始内容存档于2019-03-28） （日语）.
15. ↑  . 東日本旅客鐵道.   [2019-02-09]. （原始内容存档于2019-03-28） （日语）.
16. ↑  . 東日本旅客鐵道.   [2019-02-09]. （原始内容存档于2019-03-23） （日语）.
17. ↑  . 東日本旅客鐵道.   [2019-02-09]. （原始内容存档于2019-03-28） （日语）.
18. ↑  . 東日本旅客鐵道.   [2019-02-09]. （原始内容存档于2019-03-21） （日语）.
19. ↑  . 東日本旅客鐵道.   [2019-07-18]. （原始内容存档于2019-07-05） （日语）.

## 外部連結
- 車站資訊（中野榮）：東日本旅客鐵道（日語）